# Ashley Richards
Ashley Darel Jazz Richards (Swansea, 12 aprile 1991) è un ex calciatore gallese, di ruolo difensore.

## Carriera

### Nazionale
Viene convocato per gli Europei 2016 in Francia.

## Statistiche

### Presenze e reti nei club
Statistiche aggiornate al 21 febbraio 2019.
| Stagione            | Squadra             | Campionato          | Campionato | Campionato | Coppe nazionali | Coppe nazionali | Coppe nazionali | Coppe continentali | Coppe continentali | Coppe continentali | Altre coppe | Altre coppe | Altre coppe | Totale | Totale |
| Stagione            | Squadra             | Comp                | Pres       | Reti       | Comp            | Pres            | Reti            | Comp               | Pres               | Reti               | Comp        | Pres        | Reti        | Pres   | Reti   |
| ------------------- | ------------------- | ------------------- | ---------- | ---------- | --------------- | --------------- | --------------- | ------------------ | ------------------ | ------------------ | ----------- | ----------- | ----------- | ------ | ------ |
| 2009-2010           | Swansea City        | FLC                 | 15         | 0          | FACup+CdL       | -               | -               | -                  | -                  | -                  | -           | -           | -           | 15     | 0      |
| 2010-2011           | Swansea City        | FLC                 | 6          | 0          | FACup+CdL       | 1+1             | 0               | -                  | -                  | -                  | -           | -           | -           | 8      | 0      |
| 2011-2012           | Swansea City        | PL                  | 8          | 0          | FACup+CdL       | 1+0             | 0               | -                  | -                  | -                  | -           | -           | -           | 9      | 0      |
| 2012-gen. 2013      | Swansea City        | PL                  | 0          | 0          | FACup+CdL       | 1+3             | 0               | -                  | -                  | -                  | -           | -           | -           | 4      | 0      |
| gen.-giu. 2013      | Crystal Palace      | FLC                 | 11         | 0          | FACup+CdL       | -               | -               | -                  | -                  | -                  | -           | -           | -           | 11     | 0      |
| ago. 2013           | Swansea City        | PL                  | 0          | 0          | FACup+CdL       | 0               | 0               | UEL                | 1                  | 0                  | -           | -           | -           | 1      | 0      |
| 2013-gen. 2014      | Huddersfield Town   | FLC                 | 9          | 0          | FACup+CdL       | 0               | 0               | -                  | -                  | -                  | -           | -           | -           | 9      | 0      |
| gen.-giu. 2014      | Swansea City        | PL                  | 0          | 0          | FACup+CdL       | 1+0             | 0               | UEL                | -                  | -                  | -           | -           | -           | 1      | 0      |
| 2014-gen. 2015      | Swansea City        | PL                  | 7          | 0          | FACup+CdL       | 1+2             | 0               | -                  | -                  | -                  | -           | -           | -           | 10     | 0      |
| gen.-mag. 2015      | Fulham              | FLC                 | 14         | 0          | FACup+CdL       | -               | -               | -                  | -                  | -                  | -           | -           | -           | 14     | 0      |
| mag.-giu. 2015      | Swansea City        | PL                  | 3          | 0          | FACup+CdL       | -               | -               | -                  | -                  | -                  | -           | -           | -           | 3      | 0      |
| Totale Swansea City | Totale Swansea City | Totale Swansea City | 39         | 0          |                 | 11              | 0               |                    | 1                  | 0                  |             | -           | -           | 51     | 0      |
| 2015-2016           | Fulham              | FLC                 | 22         | 0          | FACup+CdL       | 1+3             | -               | -                  | -                  | -                  | -           | -           | -           | 26     | 0      |
| Totale Fulham       | Totale Fulham       | Totale Fulham       | 36         | 0          |                 | 4               | 0               |                    | -                  | -                  |             | -           | -           | 40     | 0      |
| 2016-2017           | Cardiff City        | FLC                 | 26         | 0          | FACup+CdL       | 1+1             | 0               | -                  | -                  | -                  | -           | -           | -           | 28     | 0      |
| 2017-2018           | Cardiff City        | FLC                 | 6          | 0          | FACup+CdL       | 3+2             | 0               | -                  | -                  | -                  | -           | -           | -           | 11     | 0      |
| 2018-2019           | Cardiff City        | PL                  | 3          | 0          | FACup+CdL       | 0+1             | 0               | -                  | -                  | -                  | -           | -           | -           | 4      | 0      |
| Totale Cardiff City | Totale Cardiff City | Totale Cardiff City | 35         | 0          |                 | 8               | 0               |                    | -                  | -                  |             | -           | -           | 43     | 0      |
| Totale carriera     | Totale carriera     | Totale carriera     | 130        | 0          |                 | 23              | 0               |                    | 1                  | 0                  |             | -           | -           | 154    | 0      |

### Cronologia presenze e reti in nazionale
| Cronologia completa delle presenze e delle reti in nazionale ― Galles | Cronologia completa delle presenze e delle reti in nazionale ― Galles | Cronologia completa delle presenze e delle reti in nazionale ― Galles | Cronologia completa delle presenze e delle reti in nazionale ― Galles | Cronologia completa delle presenze e delle reti in nazionale ― Galles | Cronologia completa delle presenze e delle reti in nazionale ― Galles | Cronologia completa delle presenze e delle reti in nazionale ― Galles | Cronologia completa delle presenze e delle reti in nazionale ― Galles |
| Data                                                                  | Città                                                                 | In casa                                                               | Risultato                                                             | Ospiti                                                                | Competizione                                                          | Reti                                                                  | Note                                                                  |
| --------------------------------------------------------------------- | --------------------------------------------------------------------- | --------------------------------------------------------------------- | --------------------------------------------------------------------- | --------------------------------------------------------------------- | --------------------------------------------------------------------- | --------------------------------------------------------------------- | --------------------------------------------------------------------- |
| 27-5-2012                                                             | East Rutherford                                                       | Messico                                                               | 2 – 0                                                                 | Galles                                                                | Amichevole                                                            | -                                                                     | 80’                                                                   |
| 26-3-2013                                                             | Swansea                                                               | Galles                                                                | 1 – 2                                                                 | Croazia                                                               | Qual. Mondiali 2014                                                   | -                                                                     | 64’                                                                   |
| 15-10-2013                                                            | Bruxelles                                                             | Belgio                                                                | 1 – 1                                                                 | Galles                                                                | Qual. Mondiali 2014                                                   | -                                                                     |                                                                       |
| 16-11-2013                                                            | Cardiff                                                               | Galles                                                                | 1 – 1                                                                 | Finlandia                                                             | Amichevole                                                            | -                                                                     | 72’                                                                   |
| 12-6-2015                                                             | Cardiff                                                               | Galles                                                                | 1 – 0                                                                 | Belgio                                                                | Qual. Euro 2016                                                       | -                                                                     |                                                                       |
| 3-9-2015                                                              | Nicosia                                                               | Cipro                                                                 | 0 – 1                                                                 | Galles                                                                | Qual. Euro 2016                                                       | -                                                                     |                                                                       |
| 6-9-2015                                                              | Cardiff                                                               | Galles                                                                | 0 – 0                                                                 | Israele                                                               | Qual. Euro 2016                                                       | -                                                                     | 59’                                                                   |
| 10-10-2015                                                            | Zenica                                                                | Bosnia ed Erzegovina                                                  | 2 – 0                                                                 | Galles                                                                | Qual. Euro 2016                                                       | -                                                                     |                                                                       |
| 28-3-2016                                                             | Kiev                                                                  | Ucraina                                                               | 1 – 0                                                                 | Galles                                                                | Amichevole                                                            | -                                                                     | 46’                                                                   |
| 11-6-2016                                                             | Bordeaux                                                              | Galles                                                                | 2 – 1                                                                 | Slovacchia                                                            | Euro 2016 - 1º turno                                                  | -                                                                     | 88’                                                                   |
| 24-3-2017                                                             | Dublino                                                               | Irlanda                                                               | 0 – 0                                                                 | Galles                                                                | Qual. Mondiali 2018                                                   | -                                                                     | 72’                                                                   |
| 11-6-2017                                                             | Belgrado                                                              | Serbia                                                                | 1 – 1                                                                 | Galles                                                                | Qual. Mondiali 2018                                                   | -                                                                     | 71’                                                                   |
| 2-9-2017                                                              | Cardiff                                                               | Galles                                                                | 1 – 0                                                                 | Austria                                                               | Qual. Mondiali 2018                                                   | -                                                                     | 48’                                                                   |
| 11-10-2018                                                            | Cardiff                                                               | Galles                                                                | 1 – 4                                                                 | Spagna                                                                | Amichevole                                                            | -                                                                     | 62’                                                                   |
| Totale                                                                |                                                                       | Presenze                                                              | 14                                                                    |                                                                       | Reti                                                                  | 0                                                                     |                                                                       |